# Буреак
Буреак (фр. Bourréac) насеље је и општина у јужној Француској у региону Миди Пирене, у департману Горњи Пиринеји која припада префектури Аржеле Газо.
По подацима из 2011. године у општини је живело 84 становника, а густина насељености је износила 66,67 становника/km². Општина се простире на површини од 1,26 km². Налази се на средњој надморској висини од 520 метара (максималној 582 m, а минималној 429 m).

## Демографија
| 1962. | 1968. | 1975. | 1982. | 1990. | 1999. | 2011. |
| ----- | ----- | ----- | ----- | ----- | ----- | ----- |
| 36    | 41    | 45    | 49    | 46    | 70    | 84    |

График промене броја становника у току последњих година